# اوسینسک
شهر اوسینسک (به روسی: Усинск) در کشور روسیه و در جمهوری کومی واقع شده‌است.